# Flaga Nottinghamshire
Flaga Nottinghamshire – flaga hrabstwa ceremonialnego i niemetropolitalnego Nottinghamshire wprowadzona w 2011 w wyniku głosowania słuchaczy stacji radiowej BBC Radio Nottingham.

## Opis
Flaga o proporcjach 3:5 przedstawia czerwony krzyż świętego Jerzego z białym obramowaniem na zielonym tle. Na środku krzyża znajduje się biała tarcza na której widnieje zielona postać Robin Hooda celującego z łuku – bohatera średniowiecznych angielskich legend ludowych zamieszkującego las Sherwood na terenie hrabstwa Nottinghamshire.